# Galaxy 33
Galaxy 33 (auch Galaxy 15R) ist ein kommerzieller Kommunikationssatellit des Satellitenbetreibers Intelsat aus der Galaxy-Flotte.

## Technische Daten
Im Juni 2020 bestellte der Satellitenbetreiber Intelsat bei Northrop Grumman Space Systems zwei neue geostationäre Kommunikationssatelliten für die Galaxy-Flotte. Northrop Grumman baute den Satelliten Galaxy 33, genau wie seinen Schwestersatelliten Galaxy 34, auf Basis ihres GEOStar-3-Satellitenbusses. Mit seiner C-Band-Transponder-Nutzlast soll Galaxy 33 Nordamerika mit 5G-Dienstleistungen versorgen. Er besitzt eine geplante Lebensdauer von 15 Jahren und wird durch zwei Solarmodule und Batterien mit Strom versorgt. Des Weiteren ist er dreiachsenstabilisiert und wiegt ca. 3,6 Tonnen.

## Missionsverlauf
Der Start des Satelliten erfolgte am 8. Oktober 2022 auf einer Falcon-9-Trägerrakete von der Cape Canaveral Space Force Station zusammen mit Galaxy 34 in einen geostationären Transferorbit. Galaxy 33 trennte sich 33 Minuten nach dem Start von der Raketenoberstufe und nahm 5 Minuten später Kontakt zu den Intelsat-Bodenstationen auf. Im November 2022 erreichte er seine geostationäre Position bei 133° West und löste dort seinen teildefekten Vorgänger Galaxy 15 ab.